# Joseph Rampal
Joseph Rampal (12. september 1895 i Marseille – 12. januar 1983 i Paris) var en fransk fløjtenist, underviser og far til fløjtenisten Jean-Pierre Rampal.
Joseph Rampal var søn af en guldsmed og musikliebhaver. I alderen 12 år modtog han undervisning ved Marseille Konservatorium og fra 1913 studerede han ved Conservatoire de Paris hos Adolphe Hennebains, hvor han i 1914 udmærkede sig med en andenpris. Efter første verdenskrigs udbrud måtte han i militærtjeneste, hvor han to gange blev såret, og først i slutningen af 1918 kunne Rampal genoptage sine studier i Paris hos Léopold Lafleurance.